# Хокинс, Джордан
Джордан Дорелл Хокинс (англ. Jordan Dorrell Hawkins; род. 29 апреля 2002, Гейтерсберг, Мэриленд) — американский профессиональный баскетболист клуба НБА «Нью-Орлеан Пеликанс».

## Ранние годы и карьера в школе
Хокинс вырос в Гейтерсберге, штат Мэриленд, и изначально учился в средней школе Гейтерсберга. После второго курса он перевёлся в католическую среднюю школу Демата. Хокинс был назван игроком года по версии Gatorade в Мэриленде, будучи выпускником, набирая в среднем 19,7 очков, 11,4 подбора, 3,7 передачи, 2,3 перехвата и 1,9 блока за игру. Хокинс был оценен как четырехзвёздочный новичок и решил играть в баскетбол за «Коннектикут», несмотря на предложения от «Луисвилля», «Маркетта», «Ксавье» и «Сетон Холла».

## Карьера в колледже
Хокинс сыграл в 27 играх в качестве новичка и в среднем набирал 5,8 очков и делал 2 подбора за игру. В конце сезона он был включен в сборную новичков конференции Big East. Ближе к концу сезона Хокинс получил сотрясение мозга и пропустил игры турнира Huskies Big East и турнира NCAA.
Хокинс начал свой второй сезон в качестве стартового атакующего защитника «Хаскиc». Он получил второе сотрясение мозга во время матча открытия сезона. Хокинс пропустил две игры и набрал 20 очков в своём возвращении против «Уилмингтона». Он был включён в первую команду конференции Big East по итогам регулярного сезона и набирал в среднем 16,2 очка, 3,8 подбора и 1,3 передачи за игру. Хокинс был назван самым выдающимся игроком Западного региона турнира NCAA 2023 года, набрав в среднем 22 очка и 4 подбора в играх «Хаскис» в 1/16 и 1/8 финалов. Он набрал 16 очков против «Сан-Диего Стэйт» в финальной игре национального чемпионата 2023 года, когда «Хаскис» выиграли со счетом 76:59. Вскоре после игры Хокинс объявил, что он откажется от оставшейся части своего права на обучение в колледже и выставит свою кандидатуру на драфт НБА 2023 года.

## Профессиональная карьера

### Нью-Орлеан Пеликанс (2023—н.в.)
«Нью-Орлеан Пеликанс» выбрали Хокинса под четырнадцатым номером на драфте НБА 2023 года. 13 января 2024 года он набрал рекордные в карьере 34 очка и сделал 5 подборов в победной игре против «Даллас Маверикс» (118:108).

## Личная жизнь
Двоюродная сестра Хокинса, Энджел Риз, играла в студенческой баскетбольной команде Университета штата Луизиана. Хокинс и Риз оба выиграли национальные чемпионаты в 2023 году с разницей в два дня. Они также родились очень близко друг к другу, Джордан на одну неделю старше.

## Статистика

### Статистика в НБА
| Сезон                                                                                    | Команда    | Регулярный сезон | Регулярный сезон | Регулярный сезон | Регулярный сезон | Регулярный сезон | Регулярный сезон | Регулярный сезон | Регулярный сезон | Регулярный сезон | Регулярный сезон | Регулярный сезон | Серия плей-офф | Серия плей-офф | Серия плей-офф | Серия плей-офф | Серия плей-офф | Серия плей-офф | Серия плей-офф | Серия плей-офф | Серия плей-офф | Серия плей-офф | Серия плей-офф |
| Сезон                                                                                    | Команда    | GP               | GS               | MPG              | FG%              | 3P%              | FT%              | RPG              | APG              | SPG              | BPG              | PPG              | GP             | GS             | MPG            | FG%            | 3P%            | FT%            | RPG            | APG            | SPG            | BPG            | PPG            |
| ---------------------------------------------------------------------------------------- | ---------- | ---------------- | ---------------- | ---------------- | ---------------- | ---------------- | ---------------- | ---------------- | ---------------- | ---------------- | ---------------- | ---------------- | -------------- | -------------- | -------------- | -------------- | -------------- | -------------- | -------------- | -------------- | -------------- | -------------- | -------------- |
| 2023/24                                                                                  | Нью-Орлеан | 67               | 10               | 17,3             | 38,2             | 36,6             | 83,8             | 2,2              | 1,0              | 0,3              | 0,1              | 7,8              | 3              | 0              | 4,0            | 0,0            | 0,0            | -              | 0,7            | 0,0            | 0,0            | 0,0            | 0,0            |
| 2024/25                                                                                  | Нью-Орлеан | 56               | 9                | 23,6             | 37,2             | 33,1             | 81,6             | 2,8              | 1,2              | 0,5              | 0,4              | 10,8             | Не участвовал  | Не участвовал  | Не участвовал  | Не участвовал  | Не участвовал  | Не участвовал  | Не участвовал  | Не участвовал  | Не участвовал  | Не участвовал  | Не участвовал  |
|                                                                                          | Всего      | 123              | 19               | 20,2             | 37,6             | 34,8             | 82,6             | 2,5              | 1,1              | 0,4              | 0,2              | 9,2              | 3              | 0              | 4,0            | 0,0            | 0,0            | -              | 0,7            | 0,0            | 0,0            | 0,0            | 0,0            |
| Наведите курсор мыши на аббревиатуры в заголовке таблицы, чтобы прочесть их расшифровку. |            |                  |                  |                  |                  |                  |                  |                  |                  |                  |                  |                  |                |                |                |                |                |                |                |                |                |                |                |

### Статистика в Джи-Лиге
| Сезон                                                                                    | Команда            | Регулярный сезон | Регулярный сезон | Регулярный сезон | Регулярный сезон | Регулярный сезон | Регулярный сезон | Регулярный сезон | Регулярный сезон | Регулярный сезон | Регулярный сезон | Регулярный сезон | Серия плей-офф | Серия плей-офф | Серия плей-офф | Серия плей-офф | Серия плей-офф | Серия плей-офф | Серия плей-офф | Серия плей-офф | Серия плей-офф | Серия плей-офф | Серия плей-офф |
| Сезон                                                                                    | Команда            | GP               | GS               | MPG              | FG%              | 3P%              | FT%              | RPG              | APG              | SPG              | BPG              | PPG              | GP             | GS             | MPG            | FG%            | 3P%            | FT%            | RPG            | APG            | SPG            | BPG            | PPG            |
| ---------------------------------------------------------------------------------------- | ------------------ | ---------------- | ---------------- | ---------------- | ---------------- | ---------------- | ---------------- | ---------------- | ---------------- | ---------------- | ---------------- | ---------------- | -------------- | -------------- | -------------- | -------------- | -------------- | -------------- | -------------- | -------------- | -------------- | -------------- | -------------- |
| 2023/24                                                                                  | Бирмингем Сквадрон | 2                | 2                | 37,7             | 41,5             | 43,5             | 66,7             | 4,0              | 3,5              | 2,0              | 0,5              | 25,5             | Не участвовал  | Не участвовал  | Не участвовал  | Не участвовал  | Не участвовал  | Не участвовал  | Не участвовал  | Не участвовал  | Не участвовал  | Не участвовал  | Не участвовал  |
|                                                                                          | Всего              | 2                | 2                | 37,7             | 41,5             | 43,5             | 66,7             | 4,0              | 3,5              | 2,0              | 0,5              | 25,5             | Не участвовал  | Не участвовал  | Не участвовал  | Не участвовал  | Не участвовал  | Не участвовал  | Не участвовал  | Не участвовал  | Не участвовал  | Не участвовал  | Не участвовал  |
| Наведите курсор мыши на аббревиатуры в заголовке таблицы, чтобы прочесть их расшифровку. |                    |                  |                  |                  |                  |                  |                  |                  |                  |                  |                  |                  |                |                |                |                |                |                |                |                |                |                |                |

### Статистика в NCAA
| Сезон | Команда     | Conf     | Class | GP | GS | MPG  | FG%  | 3P%  | FT%  | RPG | APG | SPG | BPG | PPG  |
| --- | ----------- | -------- | ----- | -- | -- | ---- | ---- | ---- | ---- | --- | --- | --- | --- | ---- |
| 2021/22 | Коннектикут | Big East | FR    | 27 | 4  | 14,7 | 35,3 | 33,3 | 82,1 | 2,0 | 0,5 | 0,3 | 0,3 | 5,8  |
| 2022/23 | Коннектикут | Big East | SO    | 37 | 37 | 29,4 | 40,9 | 38,8 | 88,7 | 3,8 | 1,3 | 0,7 | 0,5 | 16,2 |
| Всего | Всего       | Всего    | Всего | 64 | 41 | 23,2 | 39,6 | 37,6 | 87,2 | 3,0 | 1,0 | 0,5 | 0,4 | 11,8 |
| Наведите курсор мыши на аббревиатуры в заголовке таблицы, чтобы прочесть их расшифровку Статистика приведена с сайта sports-reference.com |             |          |       |    |    |      |      |      |      |     |     |     |     |      |